# 靈遊院摩崖造像
靈遊院摩崖造像位於四川省資陽市安岳縣岳陽鎮船形村七組羅漢寺坡北面山腰，造像隨山崖走勢雕刻。共有金窟17個，造像913尊，碑刻題記20通。石窟開鑿於五代，明清續有雕刻。有天成二年（927年）、明德四年（937年）、廣政七年（944年）、天啟三年（1623年）、道光五年（1825年）等年號。造像內容豐富，有觀無量壽經變、一佛二菩薩、一佛二弟子四菩薩、羅漢、地藏、觀音、佛道合龕等。是佛道合於一處的造像，龕內造像題記時代明確，龕像多有造像銘文，對四川摩崖石刻的分期斷代有參考價值。而且，佛道造像合於一處，對研究當時四川民間宗教信仰具有重要意義。2012年7月16日公佈為第八批四川省文物保護單位。